# مید استون (ساسکاچوان)
مید استون (به انگلیسی: Maidstone) یک منطقهٔ مسکونی در کانادا است که در ساسکاچوان واقع شده‌است. مید استون ۴٫۵۶ کیلومتر مربع مساحت و ۱٬۱۵۶ نفر جمعیت دارد.